# Koselska Reka
Koselska Reka (makedonska: Коселска Река) är ett vattendrag i Nordmakedonien.   Det rinner genom kommunen Ohrid, i den sydvästra delen av landet, 110 kilometer sydväst om huvudstaden Skopje.